# Heliga Kyrillos och Methodios kyrka, Zagreb
Sankt Kyrillos och Methodios kyrka (kroatiska: Crkva svetih Ćirila i Metoda) är en östkatolsk kyrka belägen i Övre staden i Zagreb i  Kroatien. Kyrkan uppfördes 1880 och tillhör det grekisk-katolska samfundet. Bredvid kyrkan finns ett teologiskt seminarium grundat på 1600-talet.
Kyrkan är helgad åt missionärerna och helgonen Sankt Kyrillos och Sankt Methodios, som spred kristendomen bland de slaviska folken under 800-talet. 

## Historik
Sankt Kyrillos och Methodios kyrka uppfördes 1880 på platsen för ett tidigare kapell, Sankt Basilius kapell, som hade skadats svårt i den stora jordbävningen 1880.

## Arkitektur
Kyrkan är uppförd i nybysantinsk stil enligt ritningar av Hermann Bollé. Kyrktornet är 50 m högt och har tre klockor varav den tyngsta väger 782 kg.

### Interiör
De centrala ikonmålningarna är gjorda av den ukrainske målaren Epiminondas Buchevski och den lokala målaren Nikola Mašić. De fyra större målningarna är verk av Ivan Tišan.

### Fotnoter
1. 1 2 3 4 5  Zagrebs turistförening - Officiell webbplats (engelska)
2. ↑  Zumberacki-vikarijat.com (kroatiska)